# Referendo constitucional na Armênia em 2015

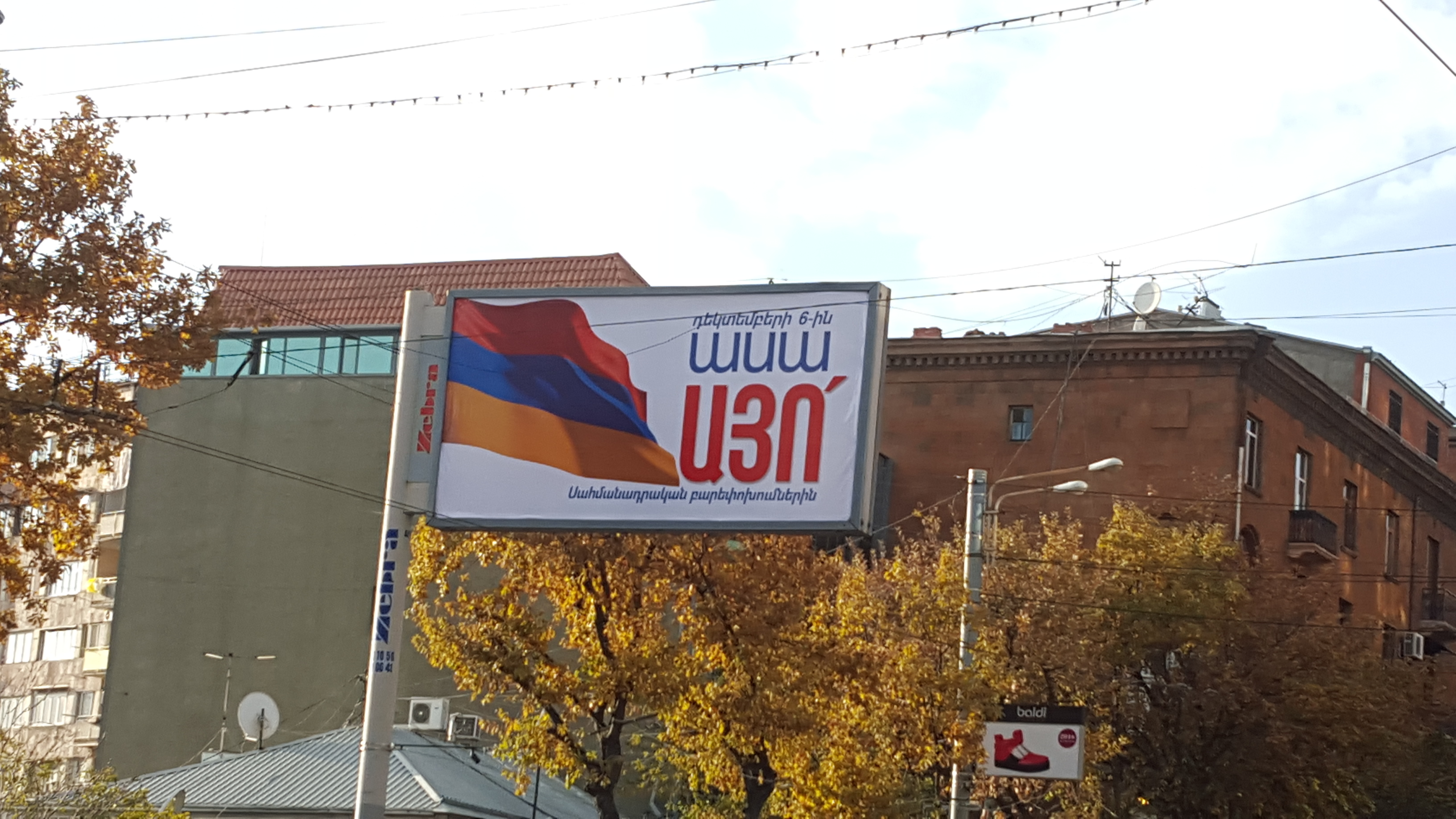
Placa da campanha pelo sim em uma avenida de Ierevan

O referendo constitucional realizado na Armênia em 6 de dezembro de 2015 propôs alterações à Constituição para mudar o sistema político do semipresidencialismo para uma república parlamentar, sendo que as mudanças passam a valer a partir do ciclo eleitoral 2017-18. O referendo foi aprovado com apoio de 66,2% dos eleitores. A afluência às urnas foi de 50,8%, passando o limite mínimo de 33% para validar os resultados.
Opositores da nova Constituição, que a consideram como maneira do presidente Serzh Sargsyan se manter no poder após o fim do seu segundo e último mandato, alegam que violência, coerção e fraude eleitoral foram usadas para garantir a votação.